# Conselheiro Mairinck
Conselheiro Mairinck är en kommun i Brasilien.   Den ligger i delstaten Paraná, i den södra delen av landet, 900 km söder om huvudstaden Brasília. Antalet invånare är 3 627.
Omgivningarna runt Conselheiro Mairinck är huvudsakligen savann. Runt Conselheiro Mairinck är det glesbefolkat, med 17 invånare per kvadratkilometer.